# Pacte d'amitié turco-allemand

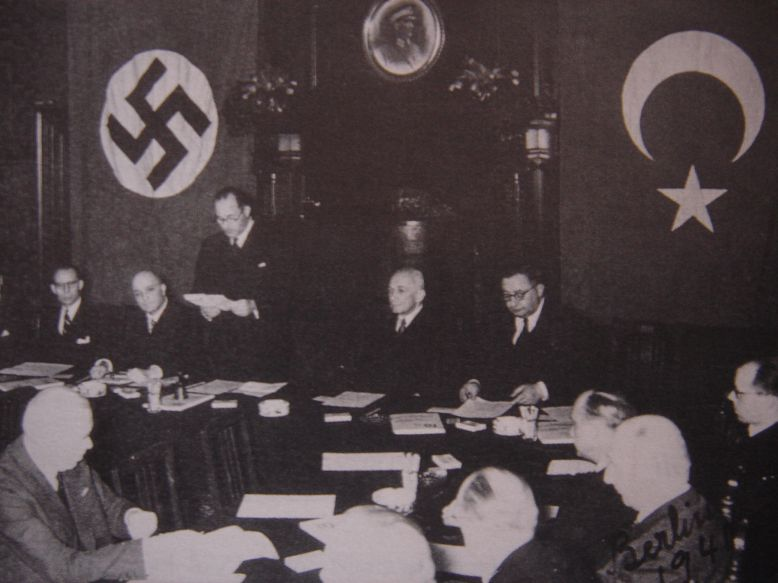
Signature du pacte d'amitié turco-allemand le 18 juin 1941 à Ankara.

Le pacte d'amitié turco-allemand (en allemand : Türkisch-Deutscher Freundschaftsvertrag, en turc : Türk-Alman Dostluk Paktı) est un traité de non-agression signé à Ankara entre l'Allemagne nazie et la Turquie le 18 juin 1941, dans le contexte de la Seconde Guerre mondiale, par l'ambassadeur d'Allemagne en Turquie, Franz von Papen, et le ministre des Affaires étrangères de Turquie, Şükrü Saracoğlu,. Entré en vigueur le même jour, il durera quatre ans.
Une analyse suggère que Hitler voulait voir la Turquie rejoindre l'Axe (l'Empire ottoman avait fait partie intégrante des Empires centraux et combattu aux côtés des Allemands lors de la Première Guerre mondiale). Le pacte devait durer dix ans, mais il est dissous le 24 octobre 1945, après la chute du Troisième Reich, lorsque la Turquie rejoint l'Organisation des Nations unies.

## Contexte historique
Après le déclenchement de la Seconde Guerre mondiale en 1939, İsmet İnönü, président de la Turquie, poursuit une politique de neutralité et tente de tenir le pays à l'écart du conflit. Le pays entretient des relations avec les deux parties belligérantes (l'Axe et les Alliés), obtient dans ce jeu diplomatique la cession par la France du sandjak d'Alexandrette et acquiert des équipements militaires. Le Troisième Reich tente toutefois par la diplomatie d'éloigner la Turquie du Royaume-Uni.
Le 1er mars 1941, la Bulgarie, souhaitant acquérir les régions où vivaient des communautés bulgarophones en Grèce (Macédoine orientale et Thrace) et en Yougoslavie (Macédoine du Vardar) signe le pacte tripartite et rejoint officiellement les puissances de l'Axe. Le 4 mars 1941, Franz von Papen transmet une lettre d'Adolf Hitler adressée à İsmet İnönü. Dans sa lettre, Hitler écrit qu'« il n'est pas responsable du déclenchement de la guerre et n'a pas l'intention d'attaquer la Turquie ». Il souligne en outre « qu'il ordonne à ses troupes en Bulgarie de rester loin de la frontière turque pour qu'on n'interprète pas mal leur présence ». Il y propose un pacte de non-agression à la Turquie.
Un coup d'État militaire lancé le 1er avril 1941 par Rachid Ali al-Gillani renverse le régime pro-britannique en Irak. Les quatre généraux putschistes collaborent étroitement avec les services de renseignements nazis et acceptent l'aide militaire de l'Allemagne. Hitler demande à la Turquie la permission de passer par le territoire turc afin de fournir une aide militaire à l'Irak. En échange, le gouvernement turc exige certaines rectifications de sa frontière avec l'Irak. Pendant ces négociations, les forces britanniques attaquent l'Irak à partir du 18 avril et restaurent le régime de l'émir Abdelilah ben Ali el-Hachemi, régent du roi Fayçal II d'Irak, alors âgé de quatre ans, le 3 juin.
Le Troisième Reich et la Bulgarie envahissent la Yougoslavie et la Grèce du 6 avril 1941 au 17 avril 1941 : la Wehrmacht et la Luftwaffe demandent au gouvernement bulgare la permission de se déployer aussi sur ses frontières, qui leur est accordée. La Bulgarie annexe les régions grecques et yougoslaves qu'elle revendiquait, à une exception près : le département grec de l'Euros, frontalier de la Turquie, directement administré par l'Allemagne.
İsmet İnönü répond favorablement à Adolf Hitler, et les Britanniques observent les développements avec une grande anxiété. Ils déclarent bientôt que les quatre sous-marins que la Turquie leur a commandés et dont ils ont retardé la livraison, sont maintenant prêts à être livrés. Le gouvernement britannique exige qu'une mission militaire turque vienne en prendre livraison en Angleterre dès que possible. Le navire de cette mission, le Refah, qui devait aller de Mersin (en Turquie) en Angleterre via Port-Saïd, sous contrôle britannique, en Égypte, trouve une fin tragique le 23 juin 1941 lorsqu'il est torpillé par un sous-marin non identifié (probablement italien ou allemand) et que la majeure partie de l'équipage turc est tuée. Les Allemands affirment en revanche que le torpillage du Refah est l'œuvre des Britanniques ou des Français libres.
Le 22 juin 1941, quatre jours seulement après la signature du pacte germano-turc, les troupes allemandes franchissent les frontières de l'URSS dans le contexte de l'opération Barbarossa afin d'envahir le pays.